# Scopula subpulchellata
Scopula subpulchellata là một loài bướm đêm trong họ Geometridae.